# 제임스 "소이어" 포드
제임스 소이어 포드(James "Sawyer" Ford)는 미국 ABC의 드라마 《로스트》에 등장하는 인물로, 조쉬 홀로웨이(Josh Holloway)가 연기한다. 시즌 중반 무렵에 그가 달마 이니셔티브에서 살아갈 때는 이름을 잠시 짐 라플루로 바꿔 자신의 정체를 숨기기도 한다.
- 제임스 소이어 포드는 어릴 때 트라우마를 갖고 있는 사깃꾼이다. 어린 시절 아버지가 어머니를 쏘아죽이고 자살하는 장면을 목격한 뒤로는 가족을 이렇게 만든 사깃꾼 '소이어'를 자신의 이름으로 삼고 복수를 꿈꾼다. 그는 여자들에게 접근하여 사기를 치는 사깃꾼으로 성장한다. 쏘이어의 여자 중에는 캐시디가 있다. 딸 클레멘타인이 있다고 하지만 본적도 없다. 호주에서 마침내 '소이어'를 만나 쏘아죽이지만 알고보니 엉뚱한 사람이었다. 섬에 추락한 뒤 처음에는 그의 반사회적 행동 때문에 나머지 사람들과 불편한 관계를 유지하지만 시간이 갈수록 호전된다. 나중에는 케이트와 로맨틱한 사이가 되고, 잭과 또 다른 한 축을 이루는 리더가 된다. 존이 섬을 이동시킨뒤 생존자들은 1970년대로 시간이동을 하게 되고 소이어는 '짐 라플루'라는 이름으로 달마 이니셔티브의 보안 책임자가 된다. 그는 줄리엣과 사랑에 빠져 3년간 함께 살게 된다. 잭 등이 다시 섬으로 돌아오고, 수소폭탄을 터뜨려 섬을 되돌려놓으려는 시도가 있지만 줄리엣만이 희생되자 소이어는 잭에게 극도의 반감을 품게 된다.